# Radegast (Beskid Morawsko-Śląski)
Radegast (1105 m n.p.m.) – szczyt w Beskidzie Morawsko-Śląskim w Czechach, ok. 1 km na południowy zachód od przełęczy Pustevny i ok. 2,5 km na południowy wschód od szczytu Radhošť (1129 m n.p.m.). Nazwa góry odnosi się do słowiańskiego boga Radogosta, którego kopia rzeźby z 1931 roku, autorstwa Albína Poláška znajduje się na szczycie. Obecnie jest to kopia, oryginał został przeniesiony do ratusza we Frenštácie pod Radhoštěm.